# 和谐中心
和谐中心（缩写为SC）是拉脫維亞的一个已解散的政党联盟。該聯盟成立於2005年，由民族和谐党、社會民主黨、新中心、陶格夫匹爾斯市黨和拉脫維亞社會黨組成。
2006年拉脫維亞議會選舉，該黨獲得14.42%（130,887）的選票，100席中拿下17席，成為議會第四大黨及第二大反對黨。
2009年1月，社會民主聯盟（SDS）加入聯盟。
2009年歐洲議會選舉，和谐中心得票數154,894（19.57%）名列第二，拿下2席歐洲議員。
2010年，民族和谐党、社會民主黨、新中心合并为社会民主党“和谐”。
2010年拉脫維亞議會選舉，和諧中心成為全國第二大政治勢力，也是議會最大反對黨。該聯盟得票率成長至26.04%（251,397），席次增加至29席。2011年拉脫維亞議會選舉，得票率達28.36%的和諧中間聯盟成為第一大黨，拿下31席。
2014年，该联盟解散。联盟的最後一任领袖是尼爾斯·烏薩科夫斯（Nils Ušakovs）。

## 政治立場
雖然和谐中心主張他們是「唯一一組拉脫維亞族與俄語族群相互合作的政黨」，幾乎所有聯盟議員都來自拉脫維亞俄語族群。和諧中間聯盟支持增加教育和公共行政方面的俄語比重。該聯盟也支持修改拉脫維亞公民權，將有大量非公民受惠。在經濟上，和諧中間聯盟支持增加社會支出以刺激經濟和增加福利。

## 外部連結
- 官方網站（页面存档备份，存于） （俄文） （拉脱维亚文）